# Brian Kimmins
Brian Charles Hannam Kimmins, KBE, CB, DL (* 30. Juli 1899 in Hendon, Middlesex; † 15. November 1979 in Taunton, Somerset) war ein britischer Generalleutnant der British Army, der unter anderem zuletzt zwischen 1955 und 1958 Oberkommandierender des Heeres in Nordirland war.

## Leben

### Militärische Laufbahn, Erster und Zweiter Weltkrieg
Brian Charles Hannam Kimmins, Sohn des Psychologen Charles William Kimmins und der Schriftstellerin Grace Kimmins sowie älterer Bruder des Schauspielers, Filmregisseurs, Schriftstellers, Theaterautors, Drehbuchautors und Filmproduzenten Anthony Kimmins, absolvierte nach dem Schulbesuch eine Offiziersausbildung und wurde am 28. September 1917 als Leutnant der Royal Artillery in die British Army übernommen. Er nahm als solcher am Ersten Weltkrieg teil.
In den folgenden Jahren fand er zahlreiche Verwendungen als Offizier und Stabsoffizier und war nach Beginn des Zweiten Weltkrieges zwischen 1940 und 1941 Instrukteur am Staff College Camberley sowie danach kurzzeitig Erster Generalstabsoffizier eines Verbandes. Nachdem er am 7. Dezember 1947 den kommissarischen Dienstgrad eines Brigadegenerals (Acting Brigadier) erhalten hatte, fungierte er vom 7. Dezember 1941 bis zum 15. Mai 1942 als stellvertretender Leiter der Abteilung Militärische Ausbildung im Kriegsministerium (Deputy Director of Military Training, War Office) sowie daraufhin zwischen dem 15. Mai und November 1942 als Brigadegeneral im Generalstab des Heereskommandos Süd (Brigadier General Staff, Southern Command). Im weiteren Verlauf des Zweiten Weltkrieges war er von 1942 bis 1943 Kommandeur der Artillerieverbände der Gardepanzerdivision (Commander Royal Artillery Guards Armoured Division) sowie anschließend zwischen 1944 und 1945 Leiter der Planungsabteilung des Südostasienkommandos SEAC (South East Asia Command). Für seine Verdienste wurde er am 8. Juni 1944 Commander des Order of the British Empire (CBE).

### Nachkriegszeit, Kommandeur in Nordirland und Ehrenämter
Zum Ende des Zweiten Weltkrieges wurde Brigadegeneral Kimmins am 7. April 1945 Assistierender Chef des Stabes des South East Asia Command und verblieb in dieser Funktion bis zum 31. Mai 1946. 1946 wurde er auch Companion des Order of the Bath (CB) und erhielt am 1. April 1946 den vorübergehenden Dienstgrad eines Generalmajors (Temporary Major-General). Am 18. November 1946 übernahm er den Posten als Chef des Stabes im Hauptquartier für kombinierte Operationen COHQ (Combined Operations Headquarters) und nach seiner Rückkehr zwischen Juni 1947 und April 1950 als Leiter der Abteilung Quartierwesen im Kriegsministerium (Director of Quartering, War Office). Danach fungierte er zwischen Juli 1950 und März 1952 als Kommandierender General (General Officer Commanding) der 44. Heimatdivsion (44th (Home Counties) Division) sowie als Kommandeur des Militärbezirks der Heimatgrafschaften (District Officer Commanding Home Counties District). Im Anschluss bekleidete er zwischen März 1952 und März 1955 den Posten als Leiter der Abteilung Territorialarmee und Kadetten im Kriegsministerium (Director of Territorial Army & Cadets, War Office). Am 17. April 1955 löste er Generalleutnant Edmond Schreiber als Colonel Commandant des Royal Regiment of Artillery ab.
Zuletzt übernahm Brian Kimmins als Generalleutnant (Lieutenant-General) im Juli 1955 die Funktion als Kommandierender General des Militärbezirks Nordirland (General Officer Commanding Northern Ireland District). Er bekleidete diesen Posten bis zu seinem Eintritt in den Ruhestand im Juli 1958 und wurde daraufhin von Generalleutnant Douglas Packard abgelöst. Während dieser Zeit wurde er am 2. Januar 1956 zum Knight Commander des Order of the British Empire (KBE) geschlagen, so dass er fortan den Namenszusatz „Sir“ führte.
1929 heiratete er Marjory Johnston, Tochter von Oberstleutnant W. J. Johnston. Am 12. März 1962 verzichtete er auf die Ernennung zum Ehrenoberst des 327. Bataillons des Women’s Royal Army Corps der Territorialarmee. Er war bis zum 30. Juli 1964 Colonel Commandant des Royal Regiment of Artillery und wurde daraufhin von Generalleutnant Geoffrey Harding Baker abgelöst. Er wurde des Weiteren am 16. November 1965 Sheriff der Grafschaft Somerset. Am 31. März 1967 verzichtete er auf sein Amt als Ehrenoberst des 250th (Queen’s Own Dorset and West Somerset Yeomanry) Medium Regiment. Zuletzt wurde er am 1. Juli 1968 auch Deputy Lieutenant (DL) der Grafschaft Somerset.